# 5알파-환원효소 2 결핍증
5알파-환원효소 2 결핍증 (5α-Reductase 2 deficiency; 5αR2D)은 5알파-환원효소 2형 (5α-reductase type 2; 5αR2)을 부호화하는 유전자인 SRD5A2에 상염색체 열성 돌연변이가 생겨서 발생하는 질병이다. 이 질병을 가지고 있는 사람들은 유전적으로 남성(하나의 X 염색체와 Y 염색체를 보유하는 일반적인 남성 유전자형)이며, 고환을 보유한다.  
5알파-환원효소 2형은 특정 조직에서 발현이되며 테스토스테론이 5α-다이하이드로테스토스테론 (DHT 또는  dihydrotestosterone)으로 변환함에 있어 촉매 역할을 한다. DHT는 태아 성 분화, 특히 남아의 외부 생식기와 전립선 발달에 있어 매우 중요한 역할을 한다. 5알파-환원효소 2 결핍증은 5αR2의 기능부전에 의해 DHT의 합성이 줄어들어 발생하는 결과이다.  

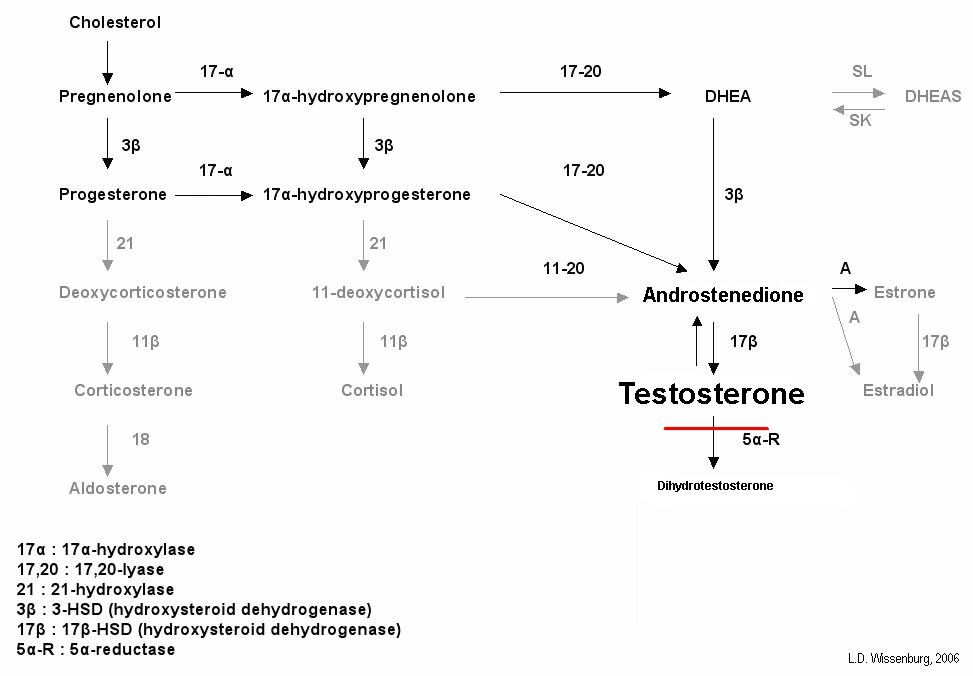
생화학; 테스토스테론의 합성과정, 5알파 환원효소 결핍에 대한 병리학적 자료.

5알파-환원효소 결핍증 환자의 대부분은 출생 시 여성형 외부 생식기에 의해 여성 성별로 지정된다. 여성으로 지정되지 않은 환자의 경우, 특히 왜소한 남성 생식기 (왜소음경증) 또는 요도하열; 요도가 정상적인 남성 생식기의 말단에 위치하는게 아닌 음경의 하단부에 위치함 (요도밑열림증)에 의해 조기에 이상이 발견되고 남성 성별로 지정되는 경우도 존재한다. 표현형이 전형적인 남성 또는 여성의 생식기로 발달되지 않은 유아의 경우에는 모호한 생식기로 인해 남성 또는 여성으로 지정될 수 있다.  
이 결핍증을 앓고 있는 환자들은 사춘기 때 증가된 남성호르몬에 의해 남성의 2차 성징( 근육량 증가, 목소리 굵기 변화, 음모의 증가, 급진적인 키 성장)이 발현된다. 음경과 음낭의 성장 또한 동반될 수 있다. 허나 체모와 수염은 일반적으로 많이 나지 않는것으로 알려져있다.     
증상과 발현
환자들은 비정상적 외부 생식기의 다양한 표현형 스펙트럼을 보인다. 이 스펙트럼은 여성형 외부 생식기부터 미발달된 남성 생식기까지 매우 포괄적이다. 위에 언급된 요도하열과 왜소음경증 역시 이 스펙트럼에 포함된다. 내부 생식기관의 경우에는 수정관, 정낭, 부고환, 사정관…등 남성의 생식기관을 정상적으로 가지고 있으나 정류고환과 전립선 발육부전을 동반하는 경우가 많다. SRD5A2 유전자에 동일한 돌연변이를 가지고 있는 남성들의 다양한 표현형은 임상적 발현에 부가적인 요인이 있음을 시사한다. 유전적으로 여성인 개인 또한 각각의 염색체에 SRD5A2 돌연변이를 보유할 수 있으나 여성의 성 발달에는 영향을 주지 않는다. 이는 여성의 성 발달 과정이 DHT를 필요로 하지 않는다는 점 때문이며 따라서 5αR2의 기전이 신체적 변형을 반려하지 아니한다.                    

## 같이 보기
- 피나스테리드 (프로페시아): 5-알파 환원효소를 막아 DHT의 생성을 저해하는 탈모약
- 인터섹스

- 선천 부신 과다형성
- 안드로겐 무감응 증후군

1. ↑  Mendonca, Berenice B.; Batista, Rafael Loch; Domenice, Sorahia; Costa, Elaine M.F.; Arnhold, Ivo J.P.; Russell, David W.; Wilson, Jean D. (2016년 10월). “Steroid 5α-reductase 2 deficiency”. 《The Journal of Steroid Biochemistry and Molecular Biology》 (영어) 163: 206–211. doi:10.1016/j.jsbmb.2016.05.020.